# 格努茨
格努茨是德国石勒苏益格－荷尔斯泰因州的一个市镇。总面积22.93平方公里，总人口1166人，其中男性599人，女性567人（2011年12月31日），人口密度51人/平方公里。